# Librazhd-Qendër
Librazhd-Qendër är en kommunhuvudort i Albanien.   Den ligger i distriktet Rrethi i Librazhdit och prefekturen Qarku i Elbasanit, i den centrala delen av landet, 50 km öster om huvudstaden Tirana. Librazhd-Qendër ligger 554 meter över havet och antalet invånare är 12 691.
Terrängen runt Librazhd-Qendër är bergig åt nordost, men åt sydväst är den kuperad.  Det finns inga andra samhällen i närheten. 
Trakten runt Librazhd-Qendër består till största delen av jordbruksmark.  Runt Librazhd-Qendër är det ganska tätbefolkat, med 75 invånare per kvadratkilometer.